# Словак, Валерий Иванович
Валерий Иванович Словак (21 октября 1946 — 20 июня 2012) — советский футболист, полузащитник.
Начинал играть в 1965 году в команде класса «Б» «Спартак» Брест. В 1967 году выступал за дубль «Динамо» Минск, за следующие полтора сезона провёл 9 матчей в чемпионате и вернулся в «Спартак». С 1971 года вновь в «Динамо», за три сезона в высшей лиге сыграл 64 матча, забил 4 мяча. В 1974—1975 годах в первой лиге провёл 53 матча, забил один гол. В весеннем и осеннем чемпионатах 1976 года сыграл по одной игр, в 1977 году на поле не выходил и перешёл в команду второй лиги «Днепр» Могилёв. В 1978 году выступал в первой лиге за «Металлург» Запорожье, завершал карьеру в 1979—1981 годах в «Спартаке» Семипалатинск.
Скончался в июне 2012 года в возрасте 65 лет.